# Isoluoto
Isoluoto est une île finlandaise de la mer Baltique. 

## Géographie
Elle accueille sur sa côte nord-est la petite localité de Särkisalo, désormais partie de la commune de Salo.